# Златина
Зла́тина (болг. Златина) — село у Варненській області Болгарії. Входить до складу общини Провадія.

## Населення
За даними перепису населення 2011 року у селі проживали 260 осіб.
Національний склад населення села:
| Національність   | Кількість осіб | Відсоток |
| ---------------- | -------------- | -------- |
| болгари          | 146            | 56,2%    |
| цигани           | 67             | 25,8%    |
| турки            | 42             | 16,2%    |
| Всього відповіли | 260            |          |

Розподіл населення за віком у 2011 році:
Динаміка населення: